# Кшиштоф Якубік
Кшиштоф Якубік (пол. Krzysztof Jakubik; нар. 20 липня 1983) — польський футбольний арбітр. Судить матчі Екстракляси з 2012 року. Арбітр ФІФА та УЄФА з 2017 року. Він також судив матчі у Юнацькій лізі УЄФА

## Суддівська кар'єра
29 червня 2017 року Якубік дебютував у єврокубках у попередньому раунді Ліги Європи УЄФА між «Шкендія» та кишинівською «Дачією». Матч завершився з рахунком 3:0.
Свій перший міжнародний матч він провів 8 вересня 2019 року, коли Іспанія виграла з рахунком 4:0 у Фарерських островів.